# Озек-Суатский сельсовет
Озек-Суатский сельсовет — упразднённое муниципальное образование в составе Нефтекумского района Ставропольского края Российской Федерации.
Административный центр — аул Озек-Суат.

## География
Территория сельского поселения располагалась на севере Нефтекумского района. Общая площадь территории — 553,1 км². Расстояние от административного центра муниципального образования до районного центра — 12 км.

## История
Статус и границы сельского поселения были установлены Законом Ставропольского края от 4 октября 2004 год № 88-кз.
С 1 мая 2017 года, в соответствии с Законом Ставропольского края от 29 апреля 2016 года № 47-кз, все муниципальные образования Нефтекумского муниципального района (городские поселения Нефтекумск, посёлок Затеречный, сельские поселения село Ачикулак, Закумский сельсовет, Зимнеставочный сельсовет, Зункарский сельсовет, Кара-Тюбинский сельсовет, Каясулинский сельсовет, Махмуд-Мектебский сельсовет, Новкус-Артезианский сельсовет, Озек-Суатский сельсовет и Тукуй-Мектебский сельсовет) были преобразованы, путём их объединения, в Нефтекумский городской округ.

## Население
| 1989  | 2002  | 2010  | 2011  | 2012  |
| ----- | ----- | ----- | ----- | ----- |
| 2360  | ↗2937 | ↘2642 | ↘2638 | ↘2533 |
| 2013  | 2014  | 2015  | 2016  | 2017  |
| ↘2502 | ↘2465 | ↗2493 | ↗2507 | ↘2495 |
| 2023  |       |       |       |       |
| ↘2000 |       |       |       |       |

### Национальный состав
Согласно переписи населения 2010 года:
| № | Национальность | Численность, чел. | Доля   |
| - | -------------- | ----------------- | ------ |
| 1 | туркмены       | 2 092             | 83,6 % |
| 2 | даргинцы       | 335               | 12,7 % |
| 3 | русские        | 114               | 4,3 %  |
| 4 | кумыки         | 55                | 2,1 %  |
| 5 | другие         | 46                | 1,7 %  |

## Состав сельского поселения
До упразднения Озек-Суатского сельсовета в состав его территории входили 2 населённых пункта:
| № | Населённый пункт | Тип населённого пункта       | Население |
| - | ---------------- | ---------------------------- | --------- |
| 1 | Абдул-Газы       | аул                          | ↘400      |
| 2 | Озек-Суат        | село, административный центр | ↘1891     |